# Pueraria bouffordii
Pueraria bouffordii är en ärtväxtart som beskrevs av Hiroyoshi Ohashi. Pueraria bouffordii ingår i släktet Pueraria och familjen ärtväxter. Inga underarter finns listade i Catalogue of Life.